# إرلنباخ أم ماين
ارلنباخ أم ماين (بالألمانية: Erlenbach am Main) هي place with town rights and privileges وبلدة ألمانية تقع في ألمانيا في ميلتنبرغ.

## المدن التوأمة
مدن Erlenbach im Simmental وإيرلنباخ هي مدن توأمة لـارلنباخ آم ماين.

## معرض صور

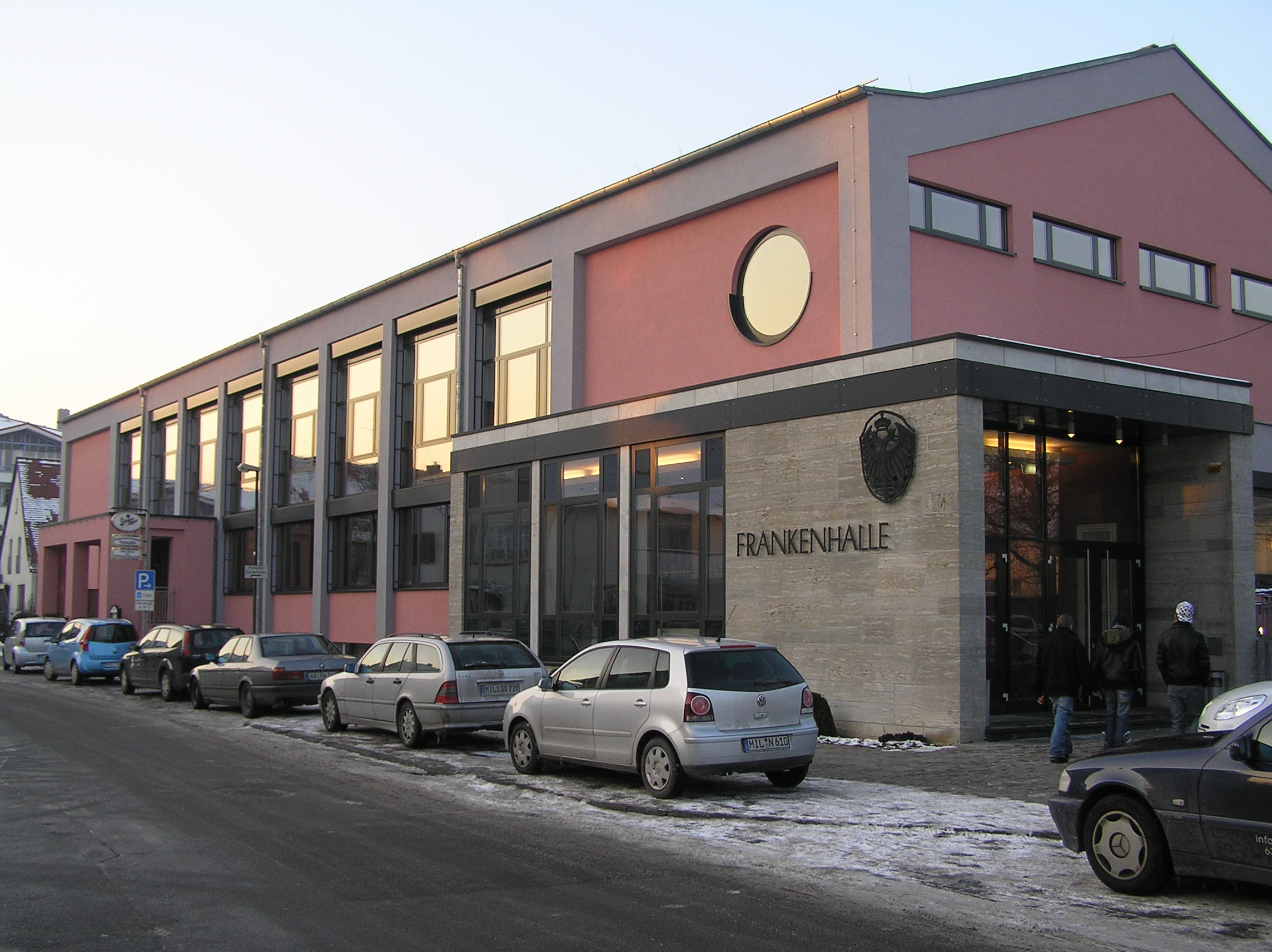
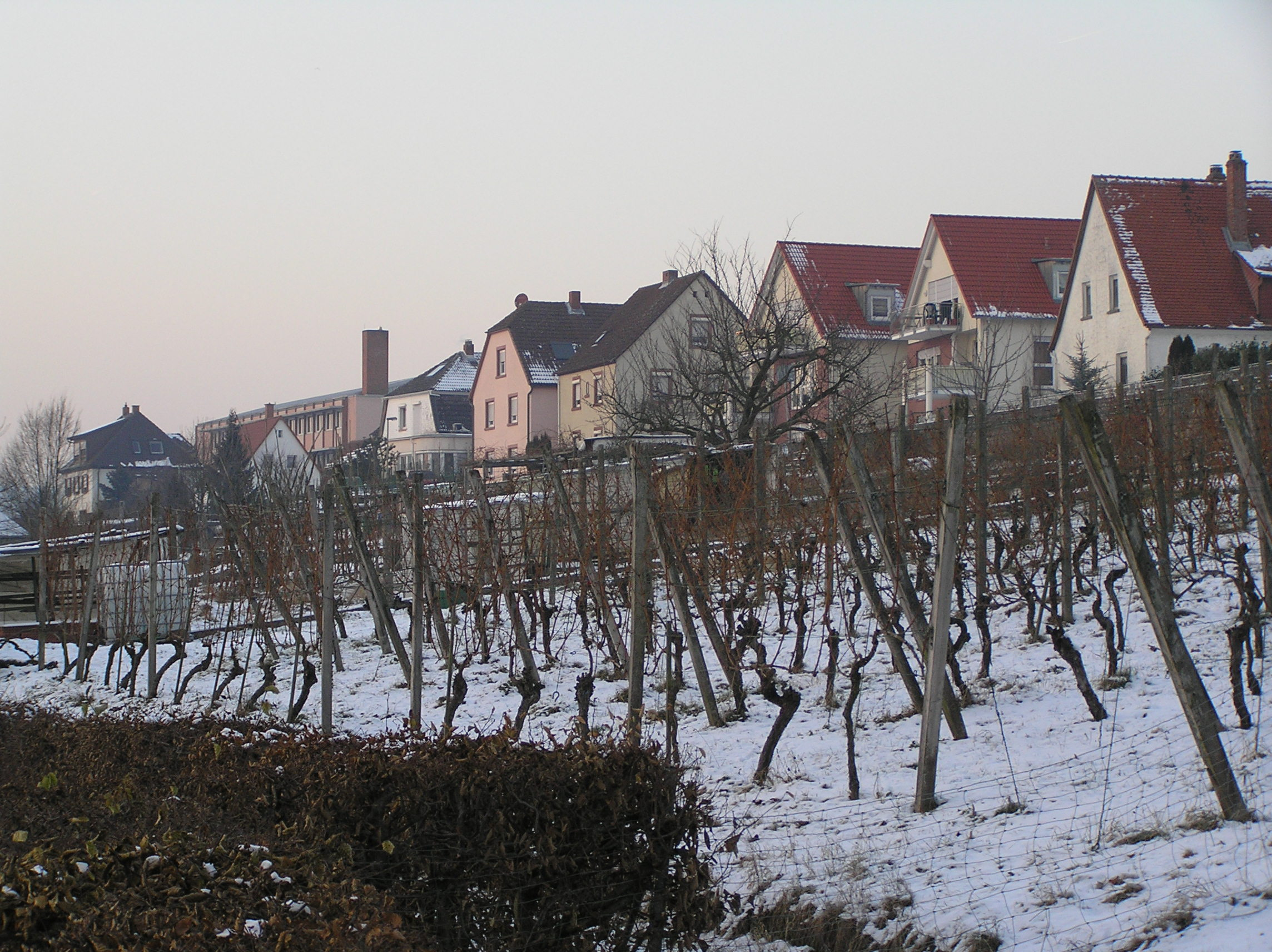
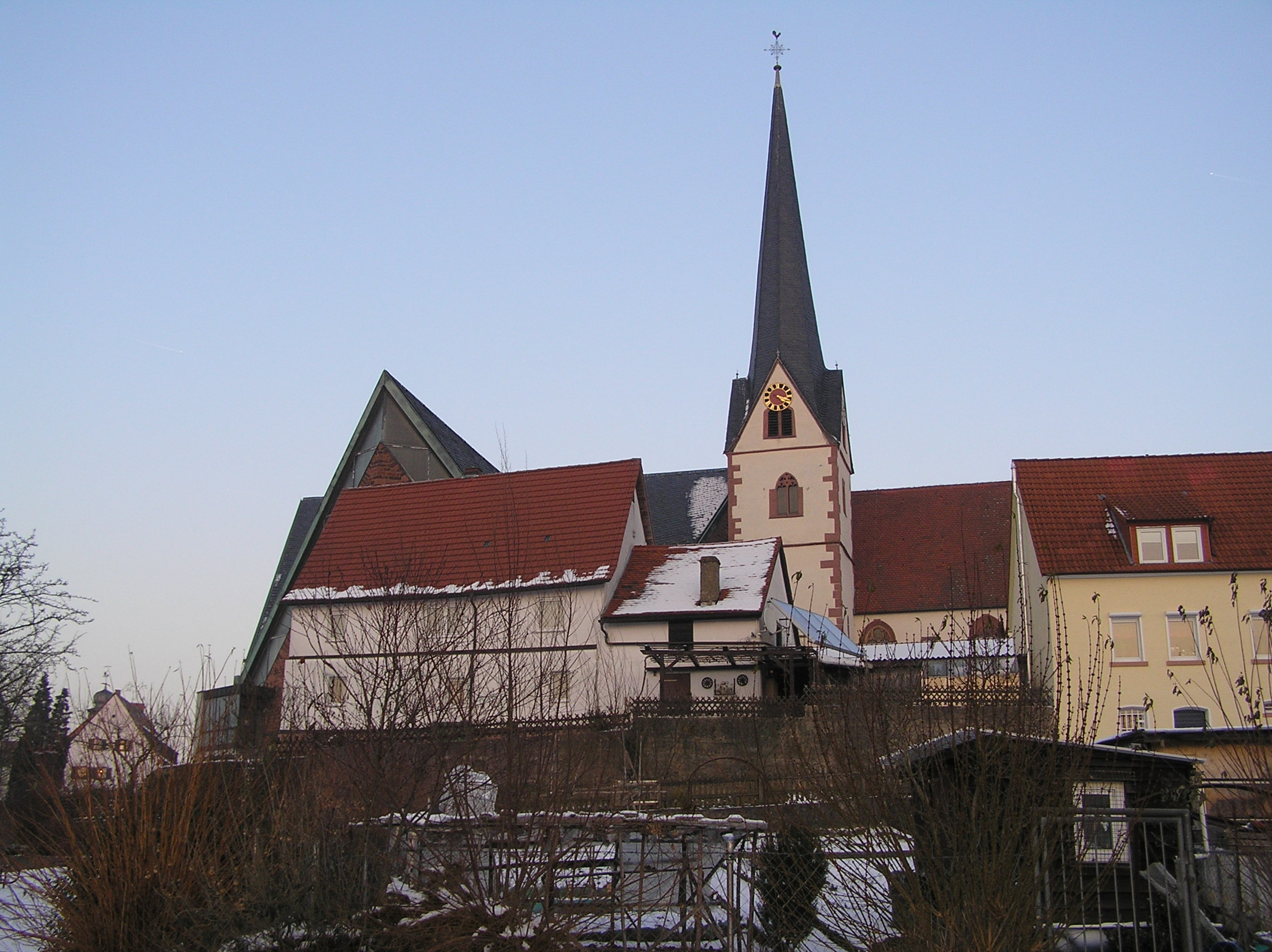
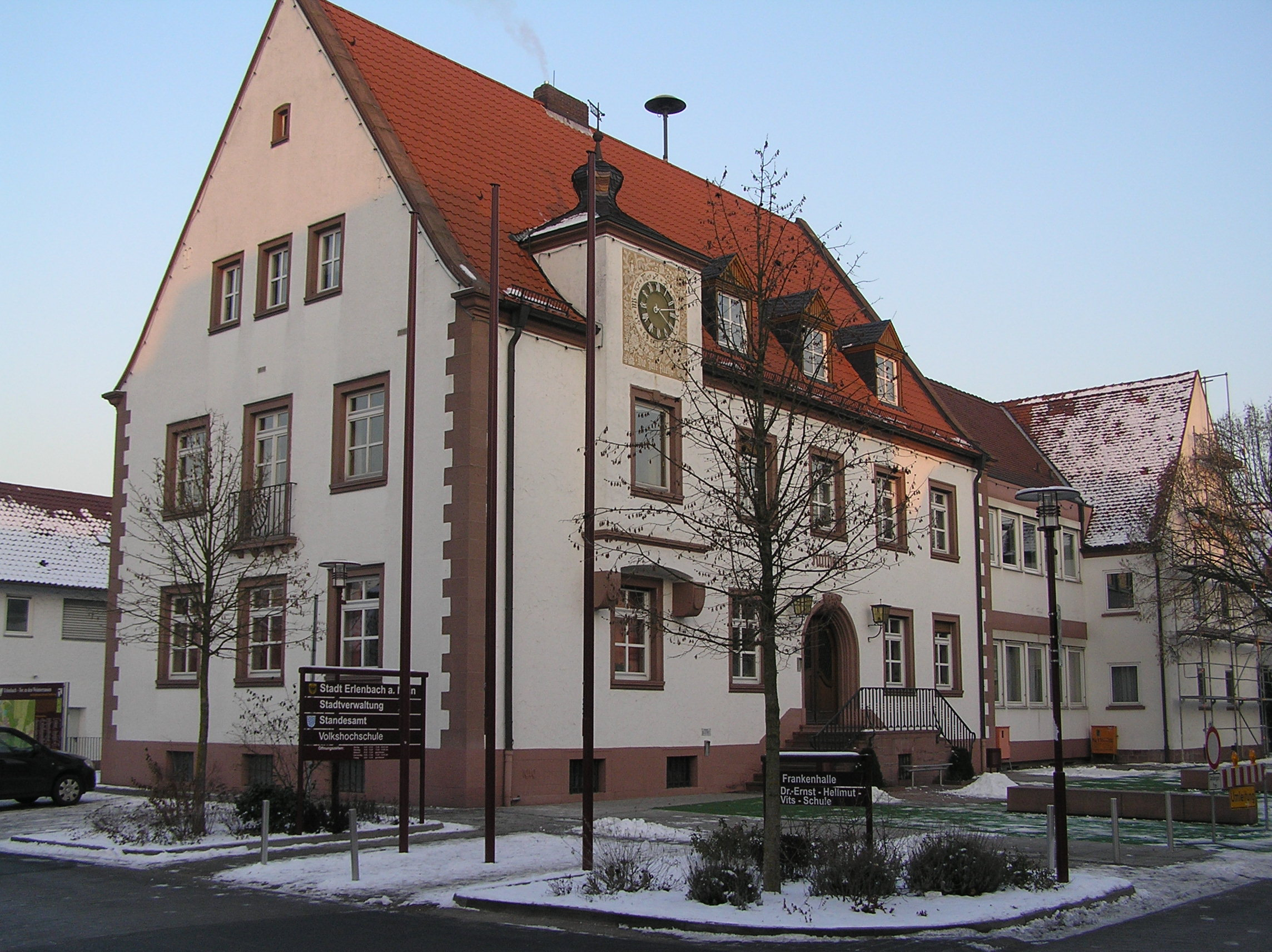

## أعلام
- ألفريد بفاف
- يوخين سيتز
- دانييل هاس